# Epworth (Simbabwe)
Epworth ist ein Vorort von Harare in Simbabwe und die fünft größte Stadt des Landes. Zusammen mit ihrem Umland stellt sie einen der Urbanen Distrikte Simbabwes mit 206.365 Einwohnern (2022) und einer Fläche von etwa 35 km².

## Geografie
Epworth liegt 15 km südöstlich der Hauptstadt auf etwa 1510 m Höhe. Sie grenzt im Südosten an den Distrikt Ruwa Urban und an den ländlichen Distrikt Goromonzi in der Provinz Mashonaland East. Zwischen Epworth und Chitungwiza im Westen, liegt der Distrikt Harare Rural mit dem Flughafen von Harare und im Norden der Distrikt Harare Urban.
Der Urbane Distrikt ist in 7 Wards aufgeteilt.

## Geschichte
Die Siedlung entstand im späten 19. Jahrhundert, als methodistische Missionare als Teil einer Pioniertruppe der British South Africa Company in Simbabwe ankamen. Die Methodistenkirche unter der Leitung von Pfarrer Shimmin errichtete ihre Missionsstation auf der Epworth-Farm und erwarb später die zwei weitere Farmen Glenwood und Adelaide in der Gegend. Vor der Gründung der örtlichen Behörde im Jahr 1986 gab es die zwei Hauptdörfer Chiremba und Chizungu. Die Bevölkerung von Epworth nahm während des Befreiungskrieges stark zu, als Flüchtlinge vom Land nach Epworth kamen.
Der Bedarf an angemessenen städtischen Dienstleistungen für die gestiegene Bevölkerung setzte die Kirchenbehörden unter Druck, die schließlich den größten Teil von Epworth sowie die Farmen Adelaide und Glenwood an die Regierung schenkten. Nach der Übergabe des Landes gründete die Regierung den Epworth Local Government Area/Local Board mit dem Auftrag, Epworth zu regulieren und auf städtisches Niveau zu bringen.

## Infrastruktur
Epworth ist ein Beispiel für „städtisches Farmland“. Vor den meisten Häusern werden landwirtschaftliche Produkte angebaut. Die Menschen suchen Arbeit in der Stadt, wollen ihre ländlichen Wurzeln aber nicht aufgeben. Das erhöht die Infrastrukturkosten und lässt den Ort schnell wachsen. Gleichzeitig wurden Wasserrechnungen in Höhe von 16,5 Mio. ZW-Dollar (Stand März 2006) nicht bezahlt und deshalb Leitungen stillgelegt, weshalb Menschenrechtsgruppen mit dem Hinweis auf das Recht auf Gesundheit massiv protestierten.
In der Stadt gibt es kein Krankenhaus und nur 3 Ambulanzen. Auch die Zahl der Grundschulen und weiterführenden Schulen mit je 7, ist für die Stadt sehr wenig. Es gibt keine Berufsschulen oder Hochschulen.
Hinsichtlich dem Verkehr ist Epworth angebunden an die umliegenden Gebiete. Auch die digitale Anbindung ist gegeben.

## Soziales

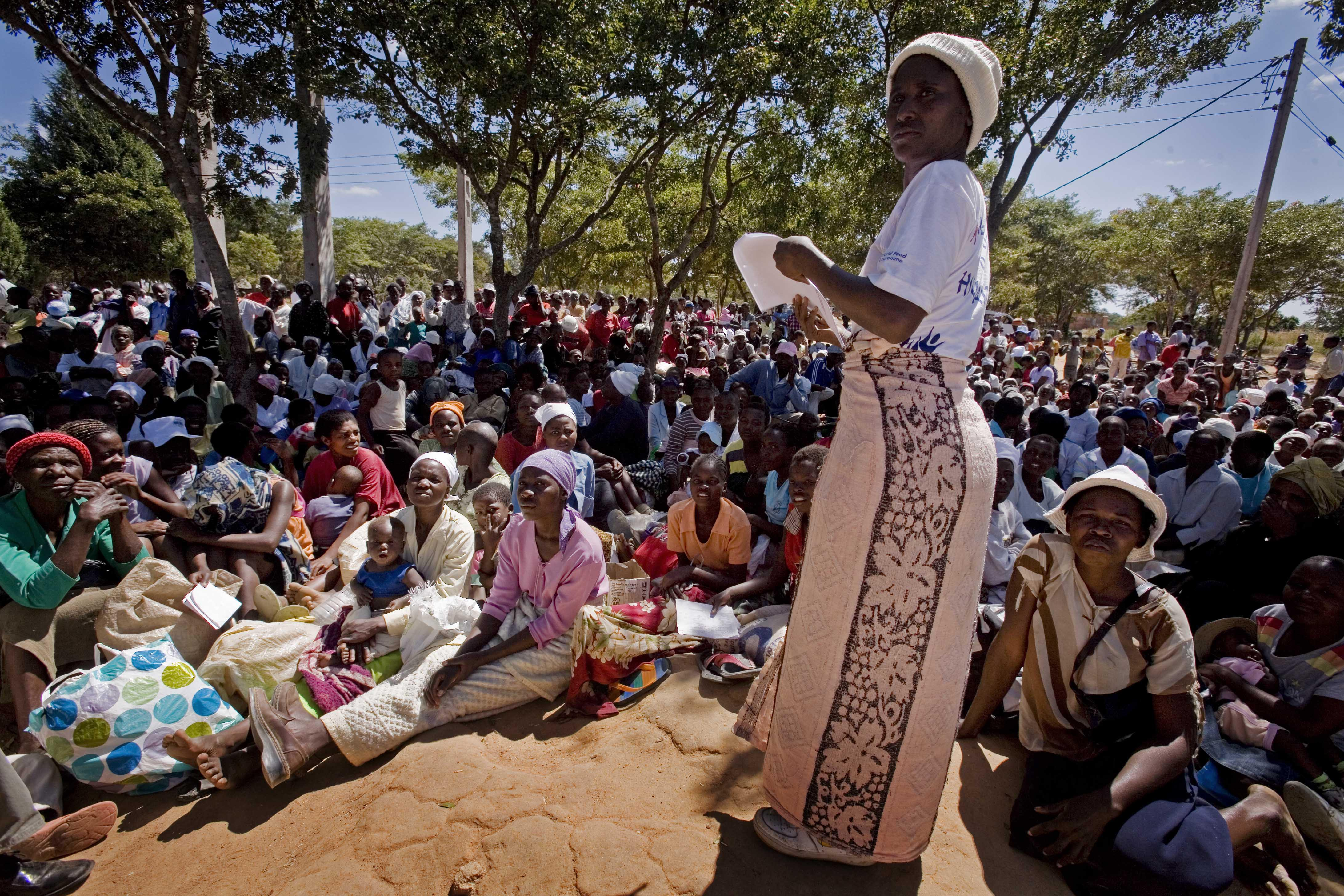
Eine Gruppe von Frauen an einer Lebensmittelverteilungsstelle in Epworth, warten darauf, ihre Lebensmittelration abzuholen (2009).

Die Stadt ist der ärmste urbane Distrikt des Landes. Sie ist eine der am schnellsten wachsenden Siedlungen in der Peripherie der Agglomeration der Provinz Harare und wird nur noch von Harare Rural übertroffen. Im Jahr 2021 lebten die Personen in 49 % der Haushalte von weniger als 45,60 US$/Monat.
Das Problem der AIDS-Waisen ist groß, ebenso das der Unterernährung von Kindern. Hilfsorganisationen engagieren sich in diesem sozialen Brennpunkt.

## Bevölkerungsentwicklung
Bevölkerungsentwicklung
| Jahr          | Einwohner |
| ------------- | --------- |
| 2002 (Zensus) | 114.067   |
| 2012 (Zensus) | 167.462   |
| 2022 (Zensus) | 206.365   |

## Trivia

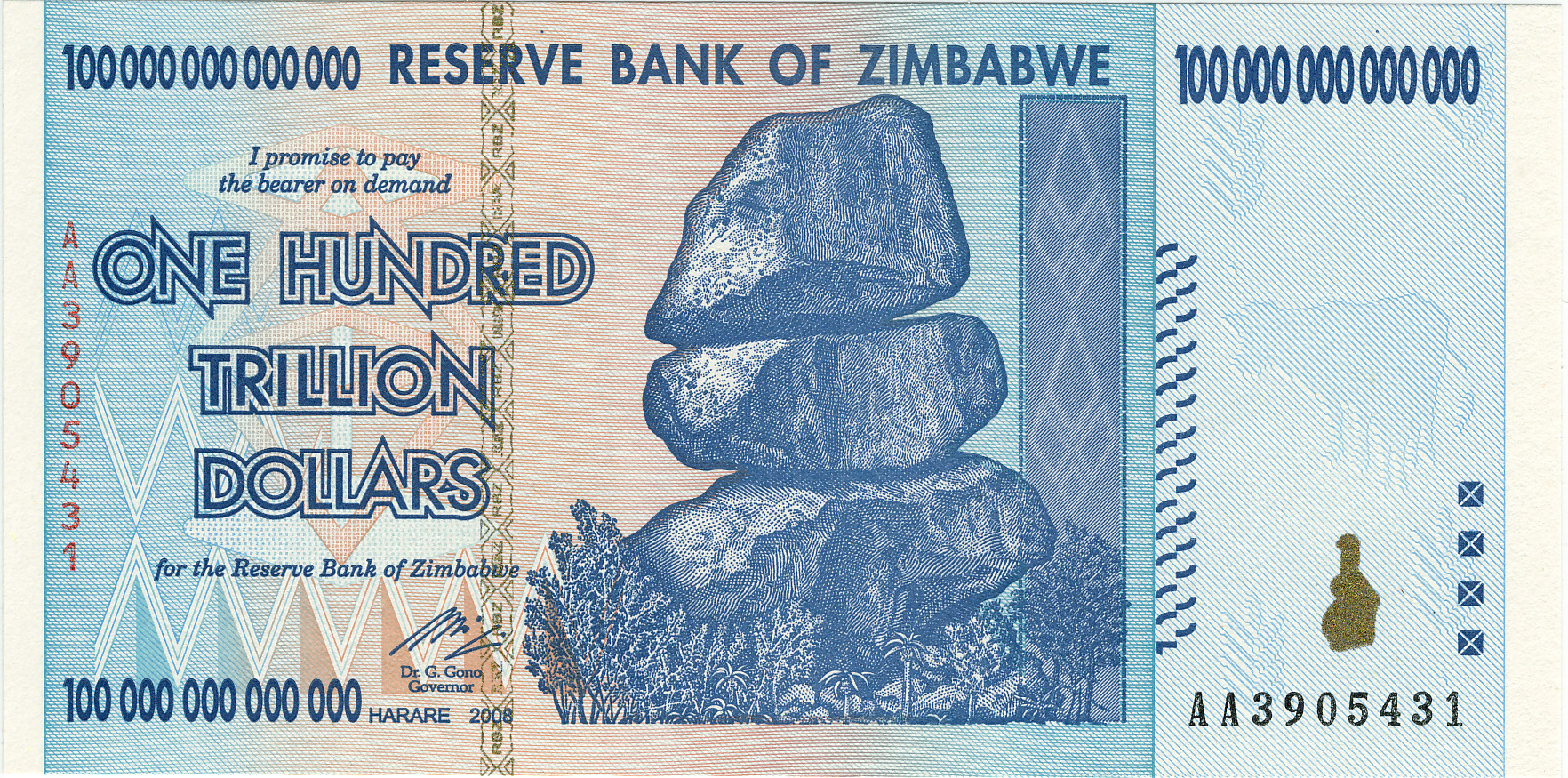
Balancing Rocks auf einem Geldschein während der Hyperinflation in Simbabwe.

Die Stadt hat eine gewisse Bekanntheit durch eine Gruppe von Balancing Rocks (balancierende Felsen), von denen eine Formation auf mehreren Banknoten Simbabwes zu sehen war.